# Why Don't We Do It in the Road?
〈Why Don't We Do It in the Road?〉는 비틀즈가 1968년 발표한 음반 《The Beatles》의 곡으로, 일반적으로 《White Album》으로 알려져 있다. 이 곡은 폴 매카트니가 작곡하고 불렀지만 레논-매카트니로 표기되었다. 〈Why Don't We Do It in the Road?〉는 짧고 간단하다. 세 개의 다른 타악기 요소로 시작하고 매카트니의 점점 더 시끄러운 목소리만 반복하는 12바 블루스 중 1분 42초이다.

## 참여 인원
이언 맥도널드 제공
- 폴 매카트니 - 보컬, 손으로 치는 어쿠스틱 기타, 피아노, 일렉트릭 기타, 베이스, 박수
- 링고 스타 - 드럼, 박수